# Benthe Boonstra
Tinka Offereins, née le 20 novembre 2000 à Bemmel, est une rameuse néerlandaise, championne olympique en 2024.

## Carrière
En mai 2023, elle ramène le bronze en quatre sans barreur avec Tinka Offereins, Marloes Oldenburg et Hermijntje Drenth lors des championnats d'Europe. Quelques mois plus tard, elle remporte l'or aux Mondiaux dans la course. En août 2024, aux Jeux olympiques d'été de 2024, le bateau néerlandais du quatre sans barreur remporte la médaille d'or, battant les Britanniques pour 0,18 secondes.

## Palmarès

### Jeux olympiques
- Jeux olympiques d'été de 2024 à Paris :
  -  médaille d'or en quatre sans barreur

### Championnats du monde
- Championnats du monde 2023 à Belgrade :
  -  médaille d'or en quatre sans barreur
- Championnats du monde 2022 à Račice :
  -  médaille d'argent en quatre sans barreur
  -  médaille d'argent en huit

### Championnats d'Europe
- Championnats d'Europe 2022 à Oberschleißheim :
  -  médaille de bronze en huit
- Championnats d'Europe 2023 à Bled :
  -  médaille de bronze en deux sans barreur